# Andrzej Kaźmierczak (ekonomista)
Andrzej Kaźmierczak (ur. 12 lipca 1950 w Warszawie) – polski ekonomista, profesor nauk ekonomicznych. W kadencji 2010–2016 członek Rady Polityki Pieniężnej, w latach 2016–2022 członek Zarządu Narodowego Banku Polskiego.

## Życiorys
Ukończył w 1973 studia w Szkole Głównej Planowania i Statystyki. W 1979 uzyskał stopień naukowy doktora, habilitował się w 1986. 31 października 2000 otrzymał tytuł profesora nauk ekonomicznych.
Od 1973 zawodowo związany ze Szkołą Główną Handlową w Warszawie (poprzednio SGPiS), najpierw jako pracownik naukowy w Katedrze Finansów, następnie w Katedrze Bankowości. W 1993 objął stanowisko profesora nadzwyczajnego, a w 2003 profesora zwyczajnego. Prowadził też wykłady na innych uczelniach, m.in. w Wyższej Szkole Ekonomiczno-Informatycznej w Warszawie. Specjalizuje się w zakresie finansów międzynarodowych oraz polityki pieniężnej.
Był członkiem rad nadzorczych różnych banków, w latach 1992–1997 zasiadał w Radzie Ekonomicznej powołanej przy prezesie Narodowego Banku Polskiego. Był później członkiem rady społeczno-gospodarczej przy Rządowym Centrum Studiów Strategicznych i ekspertem Najwyższej Izby Kontroli. W 2009 został doradcą w Kancelarii Prezydenta RP.
Przez kilka lat związany z Ligą Polskich Rodzin. Był ekspertem gospodarczym tej partii i jej kandydatem w wyborach do Senatu w 2005 (w okręgu nr 18 zajął wówczas 13. miejsce wśród 21 kandydatów) oraz w wyborach samorządowych w 2006.
W lutym 2010 prezydent Lech Kaczyński powołał go w skład Rady Polityki Pieniężnej na okres sześcioletniej kadencji. Od lipca 2016 do lipca 2022 był członkiem Zarządu Narodowego Banku Polskiego. W latach 2016–2020 wchodził w skład Komisji Nadzoru Finansowego jako przedstawiciel NBP.

## Odznaczenia
- Srebrny Krzyż Zasługi[7]
- Odznaka honorowa „Za zasługi dla bankowości Rzeczypospolitej Polskiej”[8]